# WPRS (UKW-Sender)
Koordinaten: 38° 37′ 7″ N, 76° 50′ 39″ W
WPRS oder WPRS-FM (Branding: „Praise 104.1“) ist ein US-amerikanischer Hörfunksender aus Waldorf im US-Bundesstaat Maryland. WPRS sendet im Gospel-Format auf der UKW-Frequenz 104,1 MHz. Eigentümer und Betreiber ist die Radio One Licenses, LLC.

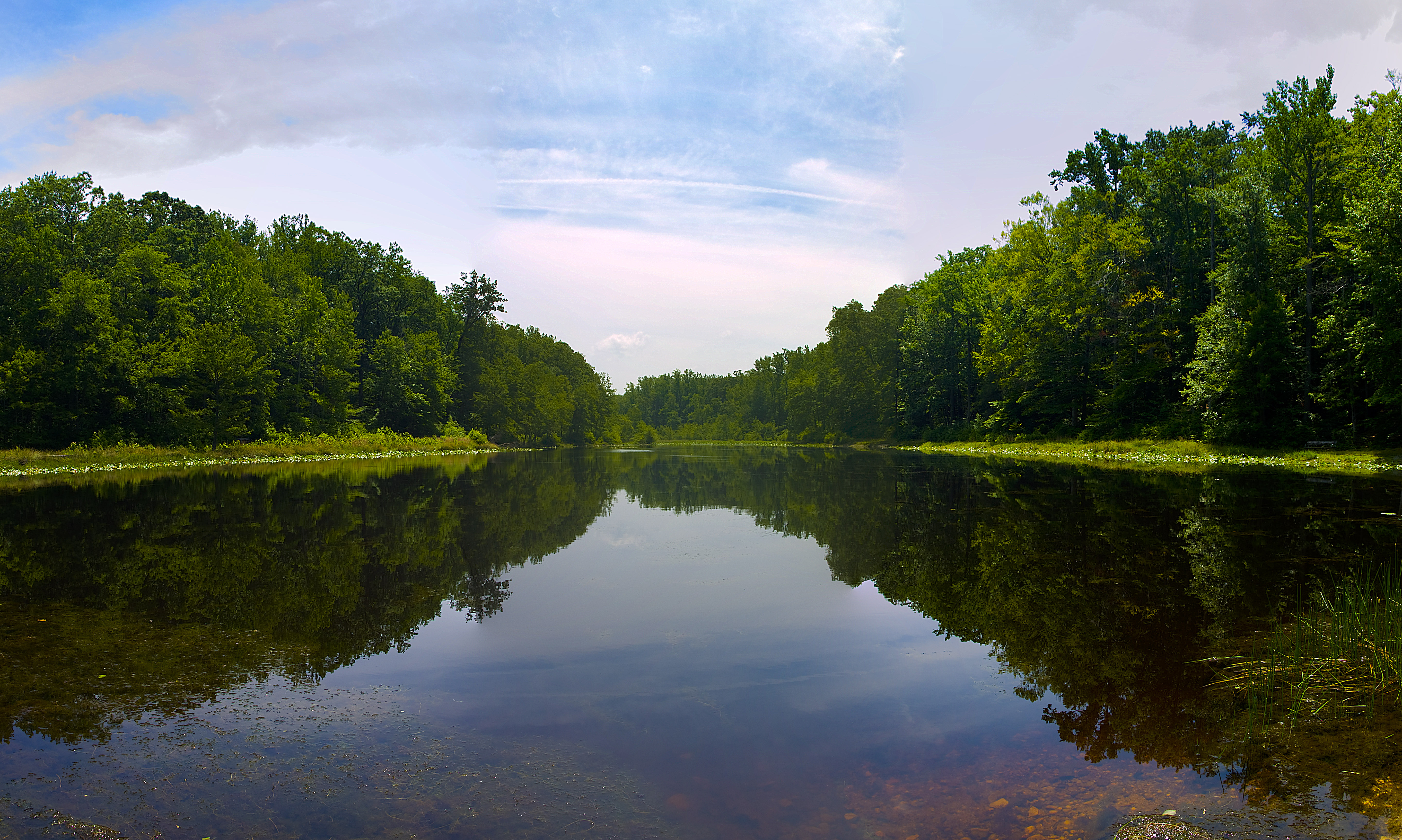
Der Cedarville State Forest Pond in Waldorf, Maryland